# Бурный (Мотыгинский район)
Бурный — посёлок в Мотыгинском районе Красноярского края России, не имеет официального статуса. Де-юре считается улицей села Кирсантьево.

## География
Посёлок находится в юго-восточной части района, по обоим берегам реки Тасеевой - одна часть поселка расположена на правом берегу в месте впадения в неё реки Дуракова, вторая на левом у острова Родинский, на расстоянии приблизительно 20 километров (по прямой) к востоку от посёлка Кирсантьево.
Климат
Климат характеризуется как резко континентальный, с морозной продолжительной зимой. Средняя температура самого тёплого месяца (июля) составляет 25 — 26 °С (абсолютный максимум — 38 °С). Средняя температура самого холодного месяца (января) — −26 — −28 °С (абсолютный минимум — −53 °С). В течение года атмосферные осадки выпадают неравномерно. В тёплый период года (с апреля по октябрь) выпадает около 70-80 % осадков.

## Название
Посёлок получил название по порогу Бурный на реке Тасеевой.

## История
Посёлок возник в 1940-х годах как участок сплавной конторы. До начала 1990-х население посёлка занималось сплавлением леса-кругляка. Посёлок место компактно проживания староверов. Живут за счёт натурального хозяйства — производство меда, добыча зверя и рыбалка.

## Население
По данным на 2017 год в посёлке проживало 75 человек, старообрядцы-беспоповцы.

## Инфраструктура
С посёлком отсутствует дорожная транспортная связь. Добраться до него возможно только по реке Тасеева — летом на лодке, зимой по зимнику. В посёлке нет электричества (в дневное время электричество вырабатываться дизелем), газа, мобильной связи. Имеется начальная школа.